# David Chyträus
David Chytraeus (ur. 26 lutego 1530 w Ingelfingen, zm. 25 czerwca 1600 w Rostocku) – niemiecki teolog luterański i historyk.
Chytraeus był profesorem Uniwersytetu w Rostocku i jednym z autorów formuły zgody.